# Engalgar
En náutica, se llama engalgar a la acción de amarrar a la cruz del ancla un calabrote entalingado en su anclote y tender este en la dirección en que trabaja el cable, dejando tirante el calabrote todo lo posible. 
En buques pequeños, como goletas, pailebotes etc. se engalga también un ancla amadrinándole en la cruz algunos lingotes y tendiendo además una sarta de estos, que se amarra en dicha cruz con el cabo en que están ensartados y sujetos en varios puntos. Con estas maniobras se aumenta considerablemente la resistencia del ancla, como deja entenderse, porque se multiplican los puntos de apoyo o de rozamiento. 